# Beuteschema (Album)
Beuteschema ist der erste Labelsampler des Labels Halunkenbande. Er erschien am 11. Oktober 2013 und stellt vor allem die aktuellen Künstler des Labels vor: Labelboss Baba Saad, EstA sowie Neuzugang Punch Arogunz, der wie EstA vor allem durch das Videobattleturnier (VBT) bekannt wurde.

## Entstehungsgeschichte
Bereits kurz nach der Veröffentlichung von EstAs Debütalbum Estatainment kündigte Baba Saad einen Labelsampler seines Labels Halunkenbande an. Am 28. August 2013 verkündete Saad über Twitter und Facebook, dass er Punch Arogunz unter Vertrag genommen habe und gab als Releasedatum des Samplers den 11. Oktober 2013 an. Wenige Tage später wurde das Cover bekanntgegeben und bestätigt, dass auch Punch Arogunz auf dem Sampler zu hören sein werde. Gleichzeitig gab Saad bekannt, dass das Album deutlich härter ausfallen würde, als EstAs Debütalbum und dieser „wieder in typischer Battlemanier mit purer Auf-die-Fresse-Mentalität“ rappen würde. Den Aufnahmeprozess dokumentierten die drei Rapper in einem Videoblog, wobei jedoch statt der angekündigten wöchentlichen Updates lediglich der erste Beitrag und ein Making-of erschienen. Am 5. September 2013 erschien das erste Video zum Lied Hallo Rapfans über 16bars.tv. Das Video enthielt Disses gegen BattleBoi Basti und Weekend. Am 19. September 2013 folgte ein Video zu Rapmaschinen auf Beats.
Anschließend erschienen Videos zu den einzelnen Solotracks. Den Anfang machte Punch Arogunz am 12. September 2013 mit Hollow Tips. EstA folgte mit EszumTa am 26. September 2013. Am 3. Oktober beendete Baba Saads Solotrack Yeah Yeah Yeah die Videos zum Album. Nicht auf dem Album befindet sich der ebenfalls kurz vorher veröffentlichte Diss-Track Jim Knopf von Baba Saad, der sich gegen Kay One richtet.
Am Veröffentlichungstag erschien außerdem noch ein Snippet des Albums über YouTube.

## Veröffentlichung
Das Album erschien wie angekündigt am 11. Oktober 2013 und wurde in drei Versionen veröffentlicht: einer normalen CD-Version, einer Limited Edition mit DVD und Autogrammkarte sowie in der MZEE-Edition mit einem T-Shirt und einem Poster, allerdings ohne DVD. Neben Esta, Punch Arogunz und Saad hat lediglich EstAs Kollege McTwist einen Solotrack. Features kommen von McTwist, Tumor der Atze und Charles Clear.

## Titelliste
| #  | Titel                  | Künstler                                                        | Laufzeit |
| -- | ---------------------- | --------------------------------------------------------------- | -------- |
| 1  | Beuteschema (Intro)    | Baba Saad, Punch Arogunz, EstA                                  | 2:52     |
| 2  | HB13                   | Baba Saad, EstA, Punch Arogunz                                  | 4:15     |
| 3  | Yeah, Yeah, Yeah       | Baba Saad                                                       | 2:24     |
| 4  | Hallo Rapfans          | Baba Saad, Punch Arogunz, EstA                                  | 3:43     |
| 5  | Es zum Ta              | EstA                                                            | 3:05     |
| 6  | Angezählt              | EstA feat. McTwist                                              | 3:03     |
| 7  | Rapmaschinen auf Beats | Baba Saad, EstA, Punch Arogunz                                  | 3:29     |
| 8  | Backpfeife             | Punch Arogunz, Baba Saad feat. Tumor der Atze und Charles Clear | 4:05     |
| 9  | Hollow Tips            | Punch Arogunz                                                   | 2:40     |
| 10 | Wir sind fresh         | Baba Saad, EstA, Punch Arogunz                                  | 3:53     |
| 11 | Was, du rappst?        | Baba Saad, EstA feat. McTwist                                   | 2:55     |
| 12 | Gerüchte               | Baba Saad, EstA, Punch Arogunz                                  | 2:20     |
| 13 | Keine Rapper           | Baba Saad, EstA, Punch Arogunz                                  | 3:02     |
| 14 | Hurensohn              | Baba Saad, Punch Arogunz                                        | 2:33     |
| 15 | Rap wie der Boss       | Baba Saad                                                       | 2:35     |
| 16 | Panik in den Straßen   | Punch Arogunz & Baba Saad                                       | 2:32     |
| 17 | Schlafzimmerblick      | McTwist                                                         | 3:02     |
| 18 | Wir jagen sie          | EstA, Punch Arogunz, Baba Saad                                  | 3:36     |

## Musikstil
Das Album enthält bis auf McTwists Schlafzimmerblick ausschließlich Battletracks. EstA orientierte sich wieder an seiner VBT-Phase, nachdem sein Debütalbum etwas ruhiger war. Punch Arogunz setzt seine markanten Doubletime-Passagen ein. Disses gehen an Kaas, Kico, ÉSMaticx, BattleBoi Basti und Weekend sowie Toxik und HipHop.de.

## Kritik
JD’s Rap Blog bezeichnete den ersten Eindruck als „erschreckend. Technisch haben sowohl Saad als auch Punch Arogunz und EstA ihre Vorteile, doch die Themen sind belanglos, durchgekaut und wenig innovativ. Aufmerksam wurde ich lediglich bei den Disses gegen Rap-Kollegen HipHop.de und Toxik.“